# Hořejany
Hořejany jsou malá vesnice, část obce Tochovice v okrese Příbram ve Středočeském kraji. Nachází se asi dva kilometry jihovýchodně od Tochovic. Je zde evidováno 45 adres. V roce 2011 zde trvale žilo 64 obyvatel.
Hořejany jsou také název katastrálního území o rozloze 3,46 km².

## Historie
První písemná zmínka o vesnici pochází z roku 1331.
Severně od vsi v minulosti procházela vlečka ke stavbě Orlické přehrady. Byla uvedena do provozu v roce 1958 a po dokončení stavby hráze ještě po nějakou dobu sloužila účelům armády.

## Obyvatelstvo
| Rok            | 1869 | 1880 | 1890 | 1900 | 1910 | 1921 | 1930 | 1950 | 1961 | 1970 | 1980 | 1991 | 2001 | 2011 | 2021 |
| -------------- | ---- | ---- | ---- | ---- | ---- | ---- | ---- | ---- | ---- | ---- | ---- | ---- | ---- | ---- | ---- |
| Počet obyvatel | 233  | 263  | 251  | 254  | 231  | 227  | 217  | 152  | 125  | 97   | 86   | 75   | 47   | 64   | 79   |
| Počet domů     | 32   | 32   | 34   | 35   | 39   | 41   | 46   | 45   | 40   | 40   | 35   | 36   | 35   | 34   | 40   |

## Obecní správa
Při sčítání lidu v letech 1850–1879 Hořejany byly samostatnou obcí v okrese Blatná. V letech 1880–1886 byly osadou obce Horčápsko v okrese Blatná. V letech 1886–1964 byly znovu obcí, se kterým patřily nejprve do okresu Blatná, ale od roku 1950 v okrese Příbram. Od 14. června 1964 jsou částí obce Tochovice v okrese Příbram. V letech 1850–1879 k obci patřily Lisovice a Stará Voda.